# Omar Hasanin
Omar Hasanin (Damascus, 15 november 1978) is een Syrisch voormalig wielrenner. In 2012 nam hij namens Syrië deel aan de wegwedstrijd op de Olympische Zomerspelen, hij reed de koers niet uit.

## Overwinningen
2000
Syrisch kampioen tijdrijden, Elite
Syrisch kampioen op de weg, Elite
2001
6e etappe Ronde van Saoedi-Arabië
2005
1e etappe Ronde van Azerbeidzjan
2e etappe Ronde van Milad du Nour
2006
1e, 4e en 6e etappe Ronde van Azerbeidzjan
2007
 Arabisch clubkampioen op de weg, Elite
2008
Eindklassement Ronde van Libië
2e etappe Ronde van Oost-Java
2010
9e etappe deel A Ronde van Marokko
3e etappe Paths of Victory Tour
2011
2e etappe Ronde van Marmara
 Arabisch clubkampioen tijdrijden, Elite

## Ploegen
- 2008- Doha Team
- 2009- Doha Team

Abduljanan · Abdullah · Afif · Al Moraqab · Bani Hamad · Ben Hassine · Chtioui · Esmaeili · Hannachi · Hasanin · Said
Abduljanan · Al Bourdainy · Al Moraqab · Alawi · M. Bani Hammad · Y. Bani Hammad · Belhani · Ben Hassine · Chtioui · Esmaeili · Hannachi · Hasanin · Lagab · Madani · Said · Shekhoni